# 赞恩·C·霍奇斯
赞恩·C·霍奇斯（1932年6月15日—2008年11月23日）是一位美国的牧师，神学院教授，以及圣经学者。
他的一些知名观点包括：
- "白白赐予的恩典神学"，主张单单因着信仰耶稣基督，人们就能获得永生，这是一份免费的礼物，不一定会带来悔改或善行。在传讲拯救的信息时，无需宣讲悔改。
- "永恒的奖赏"，认为新约中的一些段落并非在讨论永恒的得救，而是告诉基督徒他们有机会赚取永恒的奖赏，如果犯罪则会失去这些奖赏。
- 支持拜占庭文本。

## 神学

### 白白恩典
在20世纪80年代末，霍奇斯和约翰·麦克阿瑟通过各种书籍对福音提出了不同的观点，这通常被称为"主权拯救争议"(Lordship salvation controversy)。霍奇斯提出了“白白赐予的恩典”（Free Grace）的立场，该立场认为，永生的礼物对信徒来说是免费的，只需通过相信耶稣基督就可获得，而无需任何悔改或顺从。相信（这会带来永生）和顺从基督的主权（这是成圣的一部分）之间是存在区别的。白白恩典的神学还教导说，人一旦相信了耶稣基督，就不会失去他的救恩。然而，麦克阿瑟却为主权拯救辩护，声称人得救只是通过信心，但信心会带来悔改并产生善行，真正的基督徒不会持续犯罪而不感到懊悔，而会遵守神的命令去做善事。麦克阿瑟认为，圣经中的信心总是带来降服和顺从；而霍奇斯则教导说，圣经中的信心是指相信某事是真实的。

### 悔改
霍奇斯反对将悔改视为“改变心意”的观点，他坚持认为悔改是出于敬畏上帝而决定远离罪恶：“悔改是决定远离罪恶以避免或结束上帝的临时审判”（《与神和谐》, 第57页）。霍奇斯强调，悔改有助于对基督的信仰，但并非获得永生的条件，也不是信心的组成部分。“说悔改有助于对基督的信仰是一回事——这是圣经所教导的；但是，说悔改是获得永生的前提条件则完全是另一回事，这并非圣经所教导的”（《与神和谐》, 第93页）。
霍奇斯最初在他的书《绝对免费》中，后来又在他的书《与神和谐》中详细阐述，悔改可能是走向拯救的准备步骤，并应在信徒的生活中显现，但是永生是通过相信耶稣而获得的，而不是通过远离罪恶。霍奇斯指出，约翰福音——他声称是圣经中惟一一卷引导未得救的人归向基督的书——从未使用“悔改”一词。在《与神和谐》中，霍奇斯说，对于“我必须做什么才能得救”这个问题，只有一个答案。霍奇斯断然地说，“[保罗和西拉]的回答完全没有提到悔改。相反，他们给出了著名而简单的回答'相信主耶稣基督，你就会得救'（使徒行传16:31）。”

### 拜占庭文本
在1982年，霍奇斯与 Arthur L. Farstad 共同出版了《基于大多数文本及其体系的希腊新约》。拜占庭文本或称大多数文本，被其支持者认为优于亚历山大文本，更准确地呈现了希腊语新约。霍奇斯辩称：
承载大多数文本的抄本之间的异读量似乎明显少于在埃及的莎草纸文本中发现的异读量。也就是说，任何两份承载大多数文本的抄本之间的差异可能小于任何两份莎草纸之间的差异。......此外，许多大写字母抄本承载着大多数文本。然而，大多数文本在埃及莎草纸中的代表性要差得多......Nestle-Aland (N/A) 和联合圣经公会的新约是否只代表了曾经在埃及流传的早期文本的近似值？这种文本在古代世界的其他地方真的存在过吗？......也许，大多数文本（占小写抄本的80%）的数量优势就是该文本非常古老的自我论证。关于其占大多数的地位，其他解释都缺乏真实的合理性。实际上，这种多数的优势可以被理解为新约抄本的正常和自然传承的合理的结果。